# Férias Frustradas do Pica-Pau
Férias Frustradas do Pica-Pau (que se podría traducir como Las vacaciones frustradas del Pájaro Loco) es un videojuego de plataformas desarrollado por Tectoy para Mega Drive y Master System. Fue lanzado en octubre de 1995 solamente en Brasil, y basado en la serie cinematográfica animadas del mismo nombre, creado por el dibujante y animador estadounidense Walter Lantz.